# Gimnastyka na Letnich Igrzyskach Olimpijskich 1896 – ćwiczenie na drążku
Ćwiczenia na drążku były jedną z ośmiu dyscyplin gimnastycznych podczas Letnich Igrzysk Olimpijskich 1896 w Atenach. Została rozegrana 9 kwietnia a wystartowało w niej 16 zawodników z 4 krajów. Wygrał Niemiec Hermann Weingärtner, który wcześniej zdobył dwa złote medale w konkurencjach drużynowych i trzy medale wywalczone indywidualnie. Jego rodak Alfred Flatow był drugi i wywalczył swój pierwszy indywidualny medal w igrzyskach.

## Medaliści
| Medal | Zawodnik            | Kraj   |
| ----- | ------------------- | ------ |
|       | Hermann Weingärtner | Niemcy |
|       | Alfred Flatow       | Niemcy |

## Wyniki
| lp. | Zawodnik             | Kraj       |
| --- | -------------------- | ---------- |
| 1   | Hermann Weingärtner  | Niemcy     |
| 2   | Alfred Flatow        | Niemcy     |
| -   | Conrad Böcker        | Niemcy     |
| -   | Gustav Flatow        | Niemcy     |
| -   | Georg Hillmar        | Niemcy     |
| -   | Gyula Kakas          | Węgry      |
| -   | Fritz Manteuffel     | Niemcy     |
| -   | Karl Neukirch        | Niemcy     |
| -   | Andonios Papajanu    | Grecja     |
| -   | Richard Röstel       | Niemcy     |
| -   | Gustav Schuft        | Niemcy     |
| -   | Carl Schuhmann       | Niemcy     |
| -   | Leonidas Tsiklitiras | Grecja     |
| -   | Desiderius Wein      | Węgry      |
| -   | Louis Zutter         | Szwajcaria |